# Графф, Иоганн Михаэль
Иоганн Михаэль Графф (Johann Michael Graff) — немецкий скульптор и мастер декоративной пластики, работавший в стилевой концепции рококо. Среди наиболее известных его работ — отделка интерьеров во дворце Шёнхаузен в окрестностях Берлина и отделка помещений Рундальского дворца, который являлся летней резиденцией Эрнста Иоганна Бирона, герцога Курляндии и фаворита Анны Иоанновны (при которой Бирон был фактическим правителем Российской империи).

## Семья, традиции в творчестве
Иоганн Михаэль Графф происходит из семьи декораторов из Баварии, которые специализировались на создании стукковых украшений для интерьеров. Его отец и дед, профессиональные и уважаемые в Баварии ремесленники, принадлежали к Школе Вессобруннер, основанной в конце XVII столетия, представители которой получили известность благодаря тому, что занимались отделкой бенедиктинского аббатства Вессобрунн в Баварии. Предполагается, что Иоганн Михаэль Графф на определённом этапе переселился в Бранденбург, где подвергся влиянию того торжественного стиля позднего рококо, который господствовал в Берлине и его окрестностях.

## Работа в Рундальском дворце
Он был занят работой над отделкой интерьеров дворца Шёнхаузен по заказу Елизаветы Кристины, супруги прусского короля Фридриха II, когда получил заказ на создание системы стукковых украшений в поместье Руэнталь, куда Эрнст Иоганн Бирон смог вернуться после долгих лет проживания в ссылке в Ярославле. Он был восстановлен Екатериной Второй в статусе герцога Курляндского после 1763 года и получил право в первый раз в жизни приехать в свой дворец, спроектированный для него архитектором Франческо Бартоломео Растрелли ещё в 1736-1740 годы (работы над обустройством интерьеров продолжались вплоть до переворота в ноябре 1740 года и свержения Бирона, который тогда был регентом). В середине 1760-х годов мода на отделку помещений существенно изменилась, и итальянскому барокко (который был привезён в Курляндию самим Растрелли и его напарником Бартоломео Тарсиа, также работавшим в Руэнтале и Митаве) пришёл на смену помпезный стиль стукковых декораций (иногда условно именуемый в обиходе «стилем Фридриха II»), в котором преобладали аллегорические позолоченные гирлянды и рокайли, а также нарочито изысканная цветочная пластика. Бригада скульпторов под руководством Граффа приступила к отделке интерьеров в Руэнтале в 1765 году, а закончила работу в 1767 году. Параллельно с работой Граффа живописным оформлением плафонов Рундальского дворца занимались двое венецианских художников Франческо Мартини и Карло Цукки, которые были вызваны Бироном в Курляндию из Санкт-Петербурга, где они украшали помещения Зимнего дворца. В этот период (1764—1769 годы) итальянцы Цукки и Мартини, а также Графф вместе создали редкий по изяществу и гармонии скульптурно-живописный ансамбль интерьеров Руэнтальского дворца.
Одним из шедевров Граффа является отделка интерьеров Белого зала Рундальского дворца, в котором доминирует белый цвет, а в символическом аспекте преобладают идиллические мотивы: стукковый декор отражает пасторальные пейзажи, которые отсылают к буколической поэзии. В разных секторах Белого зала изображены путти, которые олицетворяют четыре природные стихии (вода, воздух, огонь, земля), а также путти, символизирующие четыре времени года. Скульптурные изображения ангелов, отражающие концепцию позднего рококо, выполнены тонко и изящно, а весь ансамбль Белого зала отличается гармонией в выражении единого замысла авторов, которые акцентировали эмблематику мира, процветания и благополучия. В центральной части плафона Белого зала изображено гнездо аиста с пятью птенцами (также символическое отражение идеи благополучия и изобилия владельца дворца), для лепки которого были использованы ветви дерева, покрытые тонким слоем стукко. Также бригада Граффа работала над созданием позолоченного стуккового ансамбля в Золотом зале, где Эрнст Иоганн Бирон и впоследствии его сын Петер (Пётр) проводили торжественные приёмы высокопоставленных гостей.
Примечательна также работа Граффа в «Салоне роз», который относится к анфиладе дворца, где впоследствии Пётр Бирон разместил свою коллекцию полотен фламандской и итальянской живописи, а также в частных апартаментах герцога и его супруги, где Графф в том числе работал над дизайном печи (например, в будуаре герцогини Доротеи фон Медем, третьей супруги Петра Бирона).

## Работа в Оберпалене и Кабала
Благодаря своей выдающейся работе в Руэнтале Иоганн Михаэль Графф приобрёл репутацию высококачественного специалиста в области стукковой орнаменталистики и получил ещё несколько заказов от влиятельных прибалтийско-немецких дворянских семей. Предполагается, что Иоганн Михаэль Графф вскоре после окончания работ в Руэнтале принимал активное участие в разработке орнаментальной отделки интерьеров в замке Оберпален (город Пылтсамаа), который был разрушен в годы Великой Отечественной войны. Декоративная отделка помещений Оберпаленского замка сохранились только на фотографиях довоенного времени. Также, скорее всего, Графф и его помощники создавали отделку интерьеров в летнем поместье Кабала (также на территории современной Эстонии), перестройку которого в 1770 году оплачивал его новый владелец Ханс Георг фон Укскюль.